# Рая Пеева
Рая Пеева е българска театрална, филмова актриса и телевизионна водеща.

## Биография
Родена е на 17 март 1990 г. в град София. Дъщеря е на барабаниста Пейо Пеев и актрисата Красимира Демирoва.
През 2014 г. завършва НАТФИЗ „Кръстю Сарафов“ със специалност „Актьорско майсторство за драматичен театър“ в класа на проф. Здравко Митков. С нея учат Наталия Цекова, Лорина Камбурова, Михаил Сървански, Тодор Дърлянов и други.
През 2015 г. е част от трупата на Младежкия театър „Николай Бинев“, където играе в представленията „Иванов“, „Любовна песен“, „Алиса в Страната на чудесата“ и др.

### Кариера в киното и телевизията
Пеева има няколко редица роли в киното и телевизията. Сред ролите ѝ са Леа Иванова в „Пеещите обувки“, Поли в „Скъпи наследници“ и Ирина Йорданова в „Ягодова луна“.
През 2020 г. е водеща на „Преди обед“ по bTV.
От 7 ноември 2024 г. тя, заедно с майка си Красимира Демирова, е водеща на забавната игра „Кажи честно“ по bTV.

## Награди
През 2012 г. Пеева получава награда „Икар“ в категорията „Дебют“ за ролята на Алис в „Отблизо“.

## Филмография
- Живи комини (2018) - Розие
- Есента на демона (2024) - Кънчарова
- Всичко за сина ми (2025) - Румяна Ковачева
- Майките (2025) - Бени

## Личен живот
Има връзка с актьора Явор Бахаров.